# Кому вниз
«Кому́ Вниз» — український рок-гурт, створений 1988 року в Києві. Його стилістику фахівці визначали як готичний фольк-індастріал. Своєю творчістю колектив значно вплинув на подальший розвиток київської та загальноукраїнської сцени готичного металу та фольк-металу, а також сприяв появі вітчизняних виконавців державною мовою. Протягом тривалого часу — учасник українських та міжнародних музичних фестивалів, зокрема «Червона рута», «Рок-Екзистенція», «Бандерштат» та «Wave-Gotik-Treffen».

## Історія

### Формування колективу
Історія групи «Кому вниз» бере свій початок у 1987 році, коли актор Театру на Подолі 23-річний Андрій Середа познайомився зі світлорежисером театру Владиславом Макаровим, якому на той час вже виповнилося 32 роки. У процесі спілкування з'ясувалося, що обидва молоді чоловіки поділяли любов до музики: Середа, який закінчив музичну школу з класу фортепіано, складав пісні, а Макаров грав на гітарі та мріяв про створення власного гурту. Плани щодо створення колективу почали набирати реальних обрисів, коли Середа познайомився з бас-гітаристом Сергієм Степаненком, який на той момент займався адмініструванням артрокової групи «Колаж». Степаненко в свою чергу познайомив Середу та Макарова з гітаристом Владиславом Малюгіним та барабанщиком Євгеном Разіним. Перша зустріч учасників гурту відбулася 10 лютого 1988 року. Саме цього дня музиканти вперше зібралися для детального обговорення своєї діяльності. Оскільки Середа не збирався займати посаду лідер-вокаліста, то невдовзі почалися прослуховування вокалістів і, паралельно, пошуки назви й формування стилю. Врешті-решт пошуки вокаліста закінчилися нічим і співати довелося автору пісень Андрієві Середі. Назву для гурту запропонував один із знайомих Середи. Узнаки давалися атмосфера перебудови, уседозволеність та почуття близького краху Радянського Союзу — головний ідеологічний штамп «комунізм» було нищівно препаровано, внаслідок чого виникло словосполучення «Кому вниз». Андрій Середа зізнавався, що музиканти самі довго не могли призвичаїтися до обраної назви.
Куди складнішою виявилася проблема вибору музичного стилю. Перші ж сумісні репетиції виявили різку незбіжність інтересів учасників колективу: Макаров очікував, що гурт виконуватиме артрок і сподівався в цьому напрямі реалізувати свою любов до вишуканих, складних мелодій, тоді як інші учасники гурту тяжіли до хард-року та панк-року, які були популярні у київської андеграундної аудиторії. Після того як Макаров у 2003 році залишить гурт, саунд колективу залишиться без витончених гітарних соло, натомість з'явиться більше електронного звучання.

### Виступ на Червоній руті та перший альбом
Перший виступ гурту відбувся у червні 1988 року на І фестивалі Київського РОК-клубу. Єдиним серед новачків їм було запропоновано взяти участь в гала-концерті, втім ніяких призів група не здобула. У липні 1988 року гурт провів серію концертів в РОК-клубі. В жовтні того ж року «Кому Вниз» взяв участь у програмі «РОК на марші миру» разом з командами «рок-артілі» і польськими гостями (Київ — Біла Церква). Наступного місяця музиканти вибороли гран-прі фестивалю «Голосієве-88» (перше місце в категорії професійних виконавців; приз за найкращий сценічний образ і фольклорність програми). Увесь цей час мало кому відомий гурт існував виключно за рахунок фінансової підтримки зі сторони батьків. Російськомовний репертуар був насичений піснями гострої антирадянської спрямованості, як то «Вши», «Стадо», «Хибрай», «Песня о мире».
Переломним моментом для гурту став виступ на першому фестивалі Червона рута-89, який відбувся у Чернівцях, де Кому Вниз презентували свій україномовний репертуар (пісні «Суботів», «До Основяненка» (на слова Т. Шевченка) та «Ельдорадо» (на слова Самійленка). Чорні фраки учасників гурту, Залізні Хрести, нетиповий для фестивалю саунд та суворий вигляд фронтмена справили на глядачів глибоке враження. Червона рута засвідчила поворот гурту до україномовного саунду, а разом з тим і поворот від виступів у напівпідвальних приміщеннях та заводах до повноцінних сольних гастролей містами України. В інтерв'ю 1990 року Середа зізнавався:

Біографія групи має два періоди: до «Червоної Рути» і укладання угоди з фірмою «Кобза» та після. До — це нечасті, іноді випадкові концерти на поганому саунді; існування без копійки в кишені, життя без ясних перспектив. Хоча ми вдячні київському театру-студії «Арт», який свого часу взяв нас під дах, вдячні колишньому нашому адміністратору Катерині Судоргіній, яка допомагала групі. Після — це десятки, а може, і сотні повноцінних концертів на Україні та за її межами, нормальний робочий ритм; просто щаслива можливість діяти в межах вибраної професії.

Наприкінці 80-х у Києві розпочало свою діяльність спільне канадійсько-українське підприємство «Кобза», мета якої — запис, виробництво та розповсюдження сучасної й традиційної української музики. На «Кобзі» записували свої альбоми фольклорні й академічні колективи, а також — лауреати Червоної Рути, з-поміж них і Кому Вниз.

## Склад
- Андрій Середа — клавішні, вокал, тексти пісень
- Владислав Малюгін — гітара
- Олександр Середа (з 2023) — бас-гітара
- Євген Разін — ударні

#### Колишні учасники
- Владислав Макаров (1988—†2003)[8] — соло-гітара
- Сергій Степаненко (1988—†2022) — бас-гітара

## Логотип

Знак КОМУ ВНИЗ, так званий «ПАВУК»

Знак КОМУ ВНИЗ, так званий «ПАВУК» (зокрема павук символізує собою Сонце, наприклад у Карпатах, на Поділлі) має три складові:
1. П’ять чотирисвітних солярних знаків (хрестів), об’єднаних спільною вертикальною лінією (п’ятеро людей, об’єднаних спільним рухом).
2. Сварга (символ Сварога, українського Бога Небесного Вогню, (санскритською «свастя», або ж «свастика»)), що по діагоналі перетинає перший рисунок. Напротивагу уособленню абстрактного поняття Вищого Світла у Вічному Русі, дана сварга є зворотна, «обернена» (в Праукраїні зокрема зображалась на ударних частинах холодної зброї), символізує собою шлях від духовного до фізичного (у нашому випадку — матеріалізація відчуттів, від фантазії — до певного образу). Знак Конкретизації.
3. Завершують усе це чотири промені(по одному між променями сварги), що об’єднують складові у графічне відтворення восьмипроменевого Сонця (цифру «вісім» в українській міфології-космології представляє полярна зоря — вісь світогляду, «восьмикутна» колядницька Зірка).

## Спрямування
Через те що багато представників так-званої «скінівської музичної течії» та «націонал-соціалістичної музичної течії» мають гурт «за своїх», гурт часто помилково відносять до цих музичних напрямків, однак сам Середа у інтерв'ю українським ЗМІ це заперечив, та зазначив що «насправді що одні, що другі йдуть паралельно з нами. І цей паралельний хід не такий уже й поганий, хоча спеціально ми цього не прагнули. Гірше, коли б казали, що [гурт] - провідники україно-постсовдепівської течії».
Сам Андрій Середа дотримується ультраправих поглядів.

## Дискографія

### Студійні альбоми
- Падая вверх (1989)
- Komu vnyz (1990)
- In kastus (1996)

### Записи наживо
- In kastus in vivo (1999)
- Кому Вниз Live !FESTrepublic, Львів, 2018.03.09 (2018)
- Кому Вниз у Львівській Опері. 2006.12.01 (2018)

### Міні-альбоми
- Ab ovo usque ad mala (2007)
- 4 (2014)
- IDEM. 2345 (2016)[12]

### Компіляції
- Легенди українського року. Кому Вниz (2003)
- Кому Вниз. Ретроспектива (2006)
- Музика високого духу (2008)
- Реформація: 25 пунктів (2009)

### Ремастери
- In kastus (2023 Remaster) (2023)

### Позаальбомні пісні
Низка композицій, зокрема й синглів, з'явились поза формату офіційних альбомів. До позаальбомних пісень належать переспів пісні «Вія» «Серед тіней», «У Бога є гвер» та «Tüštäneń Pškadema».
Сингли
- 1990: «Пісня Землероба»
- 2009: «Святий Вечір»
- 2011: «Марш норманів» (2011)[14]
- 2015: «Два кольори» (презентовано на заході до Дня пам'яті та примирення 2015 року)
- 2018: «Осінь Хмарами»[15]
- 2021: «Тютюнник»[16]
- 2022: «Нестор»
- 2022: «Марш Артилерії»
- 2022: «Боги Війни»

## Фестивалі і події
- «Холодний яр» 2021 (Суботів)
- «Повстанець» 2015-16 (Черкаси)
- «Рок Січ — 2013»
- «Бандерштат» — 2008,2011-2012, 2014 (Волинська обл.)
- «Тустань — 2007»
- «Підкамінь — 2007, 2013» (Львівська обл.)
- «„Wave-Gotik-Treffen“» 2002, 2004, 2007 (Німеччина)[17]
- «Рок — альтернатива — 2003» (Львів)
- «Castle Party» (Польща) — 2001
- «Срібна підкова» (за підтримки СНПУ «Патріот України») — 2000 (Львів)
- «Діти Ночі» — міні-фестиваль, вечірка готичної музики (2000) — хедлайнери (Київ)
- «Рок-Екзистенція» — 1996—2001, 2003
- «Київ — Рок фестиваль» (1998) — хедлайнери
- «Рок проти наркотиків та алкоголю» — 94,97
- «Українська молодь Христові» — 1991-93,95
- «Вернісаж 92. Нова українська хвиля» (1992)
- «Топ-гарт» (1991)
- «Музичний ярмарок», (Гданськ, листопад 1990)
- «І Міжнародний лицарський турнір», Київ (вересень 1990)
- Екологічний фестиваль «Врятуємо Азовське море», Бердянськ (серпень 1990)
- «Серпень 90», (Нова Каховка)
- Гастролі лауреатів фестивалю «Червона рута'89» у Канаді (1990)
- «Голосієве» — 1989 — гран-прі
- Фестиваль «Замкова гора», Житомир (1989)
- «Діти Чорнобиля», Славутич (грудень 1989)
- II місце серед рок-гуртів «Червона рута 89», Чернівці (вересень 1989)
- «Рок-богема 89», Дніпродзержинськ (вересень 1989)
- Гран-прі «Серпень-89» (Нова Каховка)
- «Фонограф», Київ (липень 1989)
- «Рок за мир», Київ (червень 1989)
- «Голосієве-88», Київ (листопад 1988)
- Міжнародний фестиваль «Рок на марші миру», м. Київ (жовтень 1988)